# Филиппик (стратиг)
Филлипик (греч. Φιλιππικός, Philippikos, лат. Philippicus; около 550—614) — военачальник Византийской империи VI—VII веков. Экскувитор, зять византийского императора Маврикия (582—602). Его успешная карьера стратига продолжалась три десятилетия, главным образом в балканских войнах Маврикия и войнах на Востоке против персов-сасанидов.

## Биография
Сведений о ранних годах жизни Филиппика известно немного. С 582 или 583 года он был женат на Гордии, сестре византийского императора Маврикия. Предположительно, тогда же назначен на одну из самых важных должностей при императорском дворе — экскувитора (императорского телохранителя) и начальника караула.
В 584 году Маврикий даровал своему полководцу высшее военное звание военного магистра (Magister militum).
Филлипик сменил Иоанна Мистакона на посту командующего восточной армией, воюющей c 572 года с персами.
После того, как персидские мирные предложения были отвергнуты, он выдвинул свои войска к границе и победил превосходящие силы Кардаригана в сражении при Солахоне. После этого, руководил многочисленными набегами на персидскую территорию в 584—585 годах вблизи Нисибина, вторгался в область Ахдзник в Великой Армении и восточную Месопотамию. В это время активно пытался улучшить дисциплину и эффективность его войск.
После подхода огромной персидской армии, ромеи запаниковали и в беспорядке бежали на территорию Византии.
Весной 587 года Филлипик, возможно, из-за болезни, передал командование своей армии экскувиторам и был заменен военачальником Приском. В 589 году он снова занял пост командующего. В том же году был заменён стратигом фракийцем Коментиолом.
Филлипик вновь появляется в исторических источниках во время балканских походов Маврикия, когда он в 598 году, получил пост главнокомандующего балканской армии вместо Коментиола (вероятно, для защиты от аваров, которые прорвались близко к Константинополю.
Вскоре после этого он был возведен в высшее придворное звание — патрикия.
В конце 602 года после того, как византийская армия восстала против Маврикия, император и все его родственники мужского пола были убиты.
Новым императором стал узурпатор Фока (602—610). После этого в 603 году персидские войска Хосрова II (590—628) вторглись в Византию.
В 612 году Филлипик снова назначен военным магистром Востока (Magister militum per Orientem) и продолжил бороться с персами. В 614 году он умер и был похоронен в основанном им монастыре в Хрисополе.